# Aki Arimizu
Aki Arimizu (japanisch 有水 亮 Arimizu Aki; * 10. August 1999 in der Präfektur Osaka) ist ein japanischer Fußballspieler.

## Karriere
Arimizu erlernte das Fußballspielen in der Jugendmannschaft von Cerezo Osaka. Die U23-Mannschaft des Vereins spielte in der dritten Liga, der J3 League. Bereits als Jugendspieler absolvierte er acht Drittligaspiele.